# Tabinshwehti
Tabinshwehti (in birmano တပင်‌ရွှေထီး MLCTS=ta. bang hrwe hti; IPA təbìnʃwètʰí) (16 aprile 1516 – 30 aprile 1550) è stato un sovrano birmano.
Unificò la Birmania nel 1539 ed è quindi conosciuto come il fondatore del secondo Impero Birmano.
Dopo la caduta di Ava e le invasioni degli shan del 1527, Tabinshwehti succedette nel 1530 al padre Mingyinyo, sovrano della dinastia di Toungoo. Con una campagna cominciata nel 1534, riunificò gran parte della Birmania, mantenendo la capitale a Toungoo. Nel 1539 spostò la capitale a Pegu, importante centro commerciale di quel tempo. La sua lunga serie di conquiste militari finì nel 1550, quando fu assassinato. Il cognato Kyaw Htin Nawrata governò il regno dopo la sua morte, mentre il nuovo Re Bayinnaung era impegnato nelle campagne militari che espansero il territorio dello Stato.